# Galerina clavuligera
Galerina clavuligera är en svampart som först beskrevs av Henri Romagnesi, och fick sitt nu gällande namn av P.-A. Moreau 2005. Galerina clavuligera ingår i släktet Galerina och familjen Strophariaceae.   Inga underarter finns listade i Catalogue of Life.